# Hélène de Bie
 (juin 2025).
Si vous disposez d'ouvrages ou d'articles de référence ou si vous connaissez des sites web de qualité traitant du thème abordé ici, merci de compléter l'article en donnant les références utiles à sa vérifiabilité et en les liant à la section « Notes et références ».
Hélène de Bie, née le 11 décembre 1896 à Boom et morte le 19 octobre 1983 à Woluwe-Saint-Lambert est une personnalité du mouvement scout en Belgique[réf. nécessaire] en Belgique. 
Durant la Seconde Guerre mondiale, elle participe au sauvetage d'enfants juifs. En 2002, elle est reconnue à titre posthume comme Juste parmi les nations.

## Biographie
Hélène Vandenbril est née le 11 décembre 1869 à Boom.
Elle est bénévole[évasif] dans l'organisation des Guides catholiques des sœurs Marcelle et Madeleine De Meulemeester. Après l'occupation de la Belgique par la Wehrmacht en 1940 et le début de la déportation des Juifs belges, les trois femmes participent au sauvetage des Juifs.
Fin octobre 1942, l'abbé Buisseret de Saint-Gilles demande aux sœurs De Meulemeester de cacher d'urgence un bébé juif de cinq mois, Henri Szlamovicz. Le père, Abraham Szlamovicz tient un magasin de chaussures, fermé faute de clients, et la mère, Sura Gola travaille dans un atelier de couture. Hélène Vandenbril prend alors en charge le petit Henri et, pour qu'il conserve un lien avec ses parents entrés en clandestinité, elle l'amène en visite chez eux, une fois par semaine. Après une de ces visites, sa sœur Rachel, âgée de neuf ans, suit Hélène Vandenbril chez les sœurs De Meulemeester et découvre l'adresse à laquelle son frère est caché,,. Rachel Szlamocicz est elle-même ensuite cachée dans un couvent. Les parents sont arrêtés en octobre 1943. Sura Gola est déportée à Auschwitz et assassinée. Abraham Szlamovicz est incarcéré au camp de concentration de Breendonk, puis transféré au camp de rassemblement de Malines et libéré par les forces alliées en septembre 1944.
Le 7 octobre 1943, Hélène Vandenbril épouse Benoît De Bie, un officier supérieur de l'armée belge, et le couple s'installe à Anvers avec le bébé qu'ils élèvent comme leur fils, tout en lui expliquant que ses vrais parents viendraient le chercher.
À la Libération, Abraham Szlamovicz retrouve sa fille Rachel et se met à la recherche d'Henri. Rachel se souvenant de l'adresse des sœurs De Meulemeester, il remonte la piste jusqu'au nouveau domicile du couple De Bie. L'enfant reste encore chez eux jusqu'en 1948. La famille Szlamovicz s'installe alors en Bolivie.
Henri Szlamovicz prend le nom de Zvi Slmovic. Il reste en contact avec Hélène de Bie par lettres et visites jusqu'à la mort de celle-ci le 19 octobre 1983 à Woluwe Saint Lambert.
Le 22 avril 2002, Yad Vashem reconnaît Benoît De Bie et Hélène Vandenbril-De Bie comme Justes parmi les nations.